# Jelení (Nová Pec)

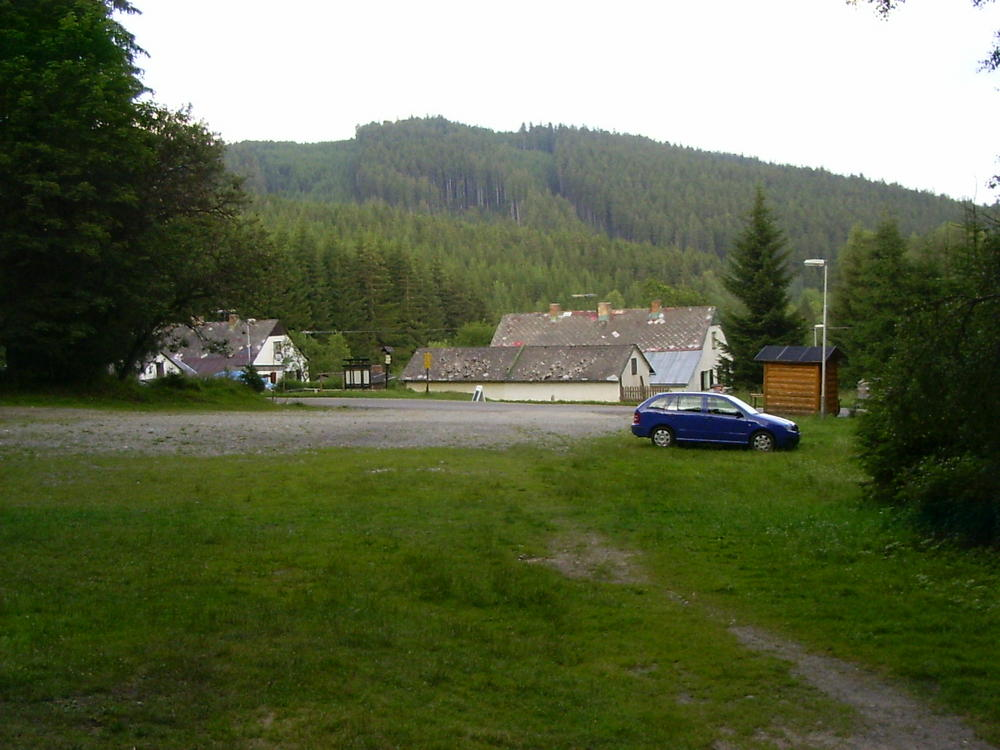
Blick auf Jelení und den Perník

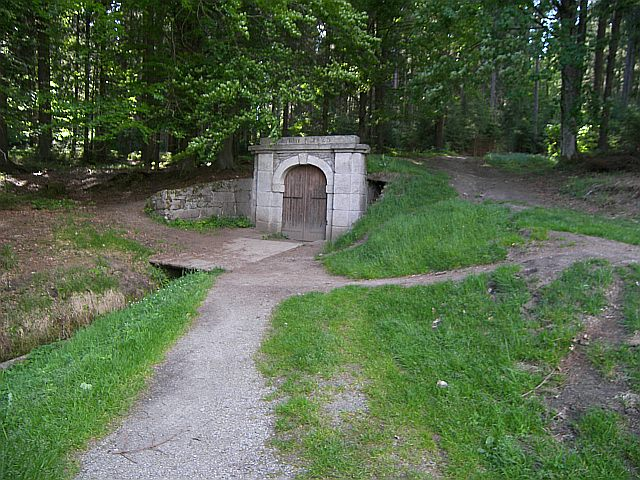
Auslaufportal des Hirschbergen-Tunnels

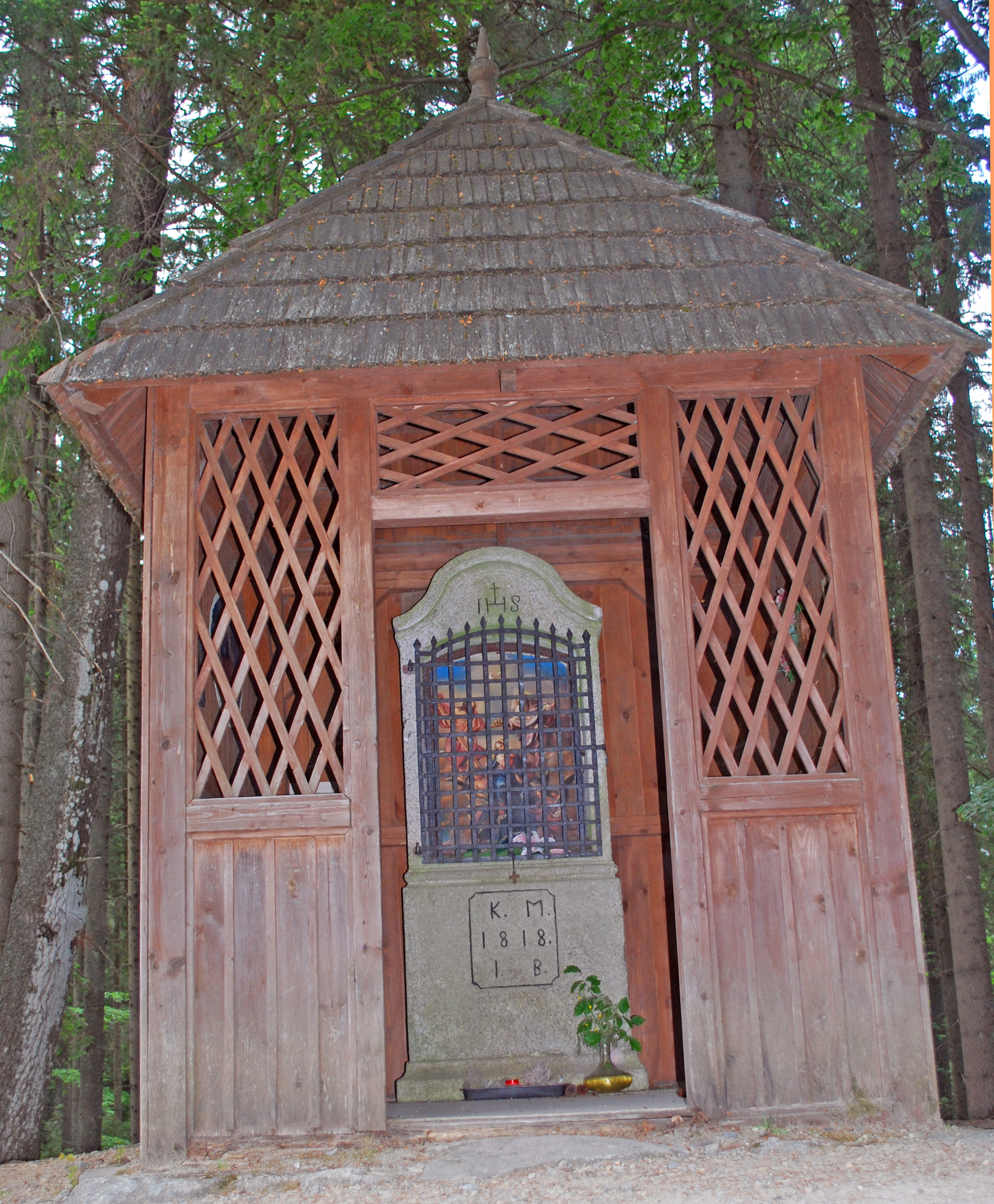
Rosenauerkapelle am Schwemmkanal

Jelení, bis 1949 Hiršperky, (deutsch Hirschbergen) ist ein Ortsteil der Gemeinde Nová Pec in Tschechien. Das von den Einheimischen als Jelení vrchy bezeichnete Dorf liegt zwölf Kilometer nordwestlich von Horní Planá und gehört zum Okres Prachatice.

## Geographie
Jelení befindet sich in einem tiefen Talkessel in den Wäldern des Böhmerwalds im Nationalpark Šumava. Das Dorf erstreckt sich entlang des Jelení potok (Hirschbach) und nachfolgend des Jezerní potok. Nördlich erhebt sich die Jelenská hora (Hirschberg, 1068 m n.m.), im Nordosten der Hvozd (Hochwald, 1047 m n.m.)  und der Perník (Lebzelterberg, 1048 m n.m), südlich der Jelenský vrch (823 m n.m.) und der Koňský vrch (Roßberg, 1023 m n.m.), im Südwesten der V pařezí (1146 m n.m.) sowie westlich der Plešivec (Flößberg, 977 m n.m.). An den Hängen westlich des Dorfes verläuft der Alte Schwarzenbergsche Schwemmkanal, in den am oberen Ortsausgang sowohl die von der Hirschbachklause (Jelení jezírko) herabstürzende Hirschbachriese (Jelení smyk) als auch über den Hirschbergen-Tunnel der Neue Kanal eingeleitet werden.
Nachbarorte sind Černý Kříž, Smolná Pec und Chlum im Norden, Brod, Pěkná und Záhvozdí im Nordosten, Slunečná und Želnava im Osten, Bělá, Pod Lesem, Nové Chalupy, Láz, Dlouhý Bor und Nová Pec im Südosten, Holzschlag und Oberschwarzenberg im Süden, Pendelin, Pleckenstein und Altreichenau im Südwesten, Frauenberg, Ludwigsreut und Haidmühle im Westen sowie Nové Údolí und  Stožec im Nordwesten.

## Geschichte
Aus dem Jahre 1728 ist ein Gesuch zur Gründung einer Siedlung in dem Tal inmitten des zur Allodialherrschaft Krumau gehörigen Jokeswaldes (Joklův les) überliefert, das jedoch vom Fürstlich Schwarzenbergischen Forstamt zum Schutz der in dem Wald lebenden kapitalen Hirsche abgewiesen wurde. 1789 ließ der Besitzer der Allodialherrschaft Krumau, Joseph II. Fürst von Schwarzenberg durch seinen Forstingenieur Joseph Rosenauer einen Schwemmkanal vom Hirschbach durch den Böhmerwald bis zur Großen Mühl anlegen, der 1791 vollendet wurde. Die erste Holzschwemme erfolgte bereits 1790. Im Jahre 1793 ließ Rosenauer in dem Grund hölzerne Unterkünfte für Holzhauer errichten. Drei  Jahre später teilte das Forstamt fünf Holzhauerfamilien Plätze zum Bau von dauerhaft bewohnten Chaluppen zu. 1799 hatte sich die Holzhauersiedlung Hirschberg bereits entlang des Unterlaufs des Hirschbaches bis zu dessen Mündung in den Seebach ausgedehnt und bestand aus 15 Häusern. Am Anfang des 19. Jahrhunderts standen in Hirschberg einschließlich der zugehörigen Einschichten Joachimshof (U Schwarců), Johannessäge (Jánská pila) und Schmierbrenner (Mazník) über 20 Häuser.
1821 wurde der Schwemmkanal bis zum Lichtwasser verlängert und der Granitsattel zwischen dem Flößberg und Hirschberg mit einem 221 Klafter langen Kanalstollen durchörtert. Aus diesem führte eine 161 Klafter lange, mit behauenen Balken ausgezimmerte Kanalriese mit 82 Schuh Gefälle zum Alten Kanal.
Im Jahre 1840 bestand das sich im Tal zwischen dem Dürrwald und Roßberg erstreckende Dominikaldorf Hirschberg, auch Hirschbergen genannt, aus 35 Häusern mit 303 Einwohnern. Die Bewohner waren Holzhauer. Im Ort gab es ein fürstliches Kanalaufseherhaus. Pfarrort war Salnau. Bis zur Mitte des 19. Jahrhunderts blieb Hirschberg der Allodialherrschaft Krumau untertänig.
Nach der Aufhebung der Patrimonialherrschaften bildete Hirschbergen ab 1850 einen Ortsteil der Gemeinde Neuofen im Gerichtsbezirk Oberplan. Ab 1868 gehörte das Dorf zum Bezirk Krumau. Zum Ende des 19. Jahrhunderts wurde auch die tschechische Namensform Hirschbergy verwendet. Mit der in dieser Zeit einsetzenden touristischen Erschließung wurde Hirschbergen zum Ausgangsort für Touren zum Plöckensteinsee und dem Adalbert-Stifter-Denkmal. 
Im Jahre 1906 bestand Hirschbergen aus 27 Häusern und hatte 219 Einwohner. 1921 lebten in Hirschbergen 258 Personen, darunter 251 Deutsche und vier Tschechen. Der tschechische Ortsname Hiršperky wurde 1924 eingeführt. Im Oktober 1938 wurde das Dorf in Folge des Münchner Abkommens dem Deutschen Reich zugeschlagen und gehörte bis 1945 zum Landkreis Krummau. Nach dem Ende des Zweiten Weltkriegs kam Hiršperky an die Tschechoslowakei zurück. In den 38 Häusern des Ortes lebten zu Kriegsende 260 Personen. Die deutschböhmische Bevölkerung von Hiršperky wurde auf Grund der Beneš-Dekrete zum großen Teil vertrieben und der Ort nur in geringem Umfang mit Tschechen wiederbesiedelt. 1948 wurde Hiršperky dem Okres Prachatice zugeordnet. Im Jahre darauf wurde das Dorf in Jelení umbenannt. Nach dem Februarumsturz von 1948 wurde entlang der Grenze zu Österreich und Bayern eine vier Kilometer breite Grenzzone geschaffen. Im Zuge der Errichtung des Eisernen Vorhangs wurde die Grenzzone mit dem Plöckensteinsee und dem Adalbert-Stifter-Denkmal 1951 zum unzugänglichen Sperrgebiet. Jelení lag zwar nicht im Sperrgebiet, jedoch führte die Grenzsicherung zu einem starken Rückgang des Tourismus. Die verlassenen Häuser von Jelení verfielen und wurden 1953 abgebrochen. Danach bestand der Ort aus lediglich acht Häusern. 1956 entstand der Bärensteig als erster Naturlehrpfad im Böhmerwald. Im Jahre 1961 wurde die Flößerei auf dem Schwemmkanal eingestellt. Nach der Samtenen Revolution wurde ab 1989 auch der Plöckensteinsee wieder zugänglich. 
Im Jahre 1991 hatte Jelení 22 Einwohner. 2001 bestand der Ort aus 17 Wohnhäusern, in denen 43 Menschen lebten. Insgesamt besteht Jelení aus 21 Häusern, darunter einem Hegerhaus. 
Jelení ist heute vor allem ein Erholungsort. Im Sommer werden auf dem Schwemmkanal regelmäßige Schauschwemmen abgehalten.
Im ehemaligen Kanalaufseherhaus wurde eine Ausstellung zum Kanal eingerichtet.

## Ortsgliederung
Der Ortsteil Jelení ist Teil des Katastralbezirks Nová Pec.

## Sehenswürdigkeiten
- Hirschbergen-Tunnel, der 389 m lange Flößtunnel entstand in den Jahren 1821 und 1822
- Hirschbachklause (Jelení jezírko), sie wurde 1835 angelegt
- Hirschbachriese (Jelení smyk), in der Steinrinne mit bis zu 104 ‰ Gefälle fließt der Hirschbach (Jelení potok) ins Tal, 300 Meter unterhalb wird er in den Alten Kanal eingeleitet.
- Naturlehrpfad Medvědí stezka (Bärensteig), er führt über 16 Kilometer von Černý Kříž entlang der Hučina am Bärenstein (Bärenstein) und mehreren markanten Granitfelsen vorbei zur Hirschbachklause (Jelení jezírko) und zum Hirschbergen-Tunnel, dann über Jelení nach Ovesná. Er wurde 1956 als erster Naturlehrpfad  des Böhmerwaldes angelegt.
- Medvědí kámen (Bärenstein) nördlich von Jelení im Wald an der Hučina. Er erinnert an den angeblich letzten Böhmerwaldbären, der an der Stelle am 14. November 1856 während einer herrschaftlichen Treibjagd durch Johann Jungwirth aus Riedelhütte erlegt worden sein soll. Die alte Bärin, die ausgeweidet 230 Pfund wog, wurde präpariert und ist im Jagdschloss Ohrada ausgestellt. Nach dem Schattawaer Forstgedenkbuch wurde allerdings im Jahre 1864 von einem Wildschützen aus Wallern ein weiterer Bär geschossen, der Vorfall wurde durch die Fürsten Schwarzenberg jedoch nicht publik gemacht.[7]
- Schwarzenbergscher Schwemmkanal, in Jelení mündet der Neue Kanal in den Alten Kanal